# Michael Urie
Michael Lorenzo Urie (Dallas, Texas, 8 de agosto de 1980) es actor, productor y director estadounidense. Urie es conocido por su papel de Marc St. James en la teleserie de ABC Ugly Betty.

## Vida personal
En 2009, en su página oficial, Urie se refirió a sí mismo como "miembro de la comunidad LGBT". En 2010, en una entrevista en la revista The Advocate, declaró que estaba en se encontraba en una relación sentimental con un hombre que se identificaba como cuir. También afirmó que había tenido relaciones con mujeres anteriormente.